# Kosmatka licznokwiatowa
Kosmatka licznokwiatowa, k. wielokwiatowa (Luzula multiflora (Ehrh.) Lej.) – gatunek rośliny z rodziny sitowatych (Juncaceae). Szeroko rozprzestrzeniony w strefie umiarkowanej półkuli północnej. W Polsce jest rośliną pospolitą niemal na terenie całego niżu (rzadsza jest na północy Mazowsza i lokalnie w lubuskim), w górach sięga po regiel górny.

## Morfologia

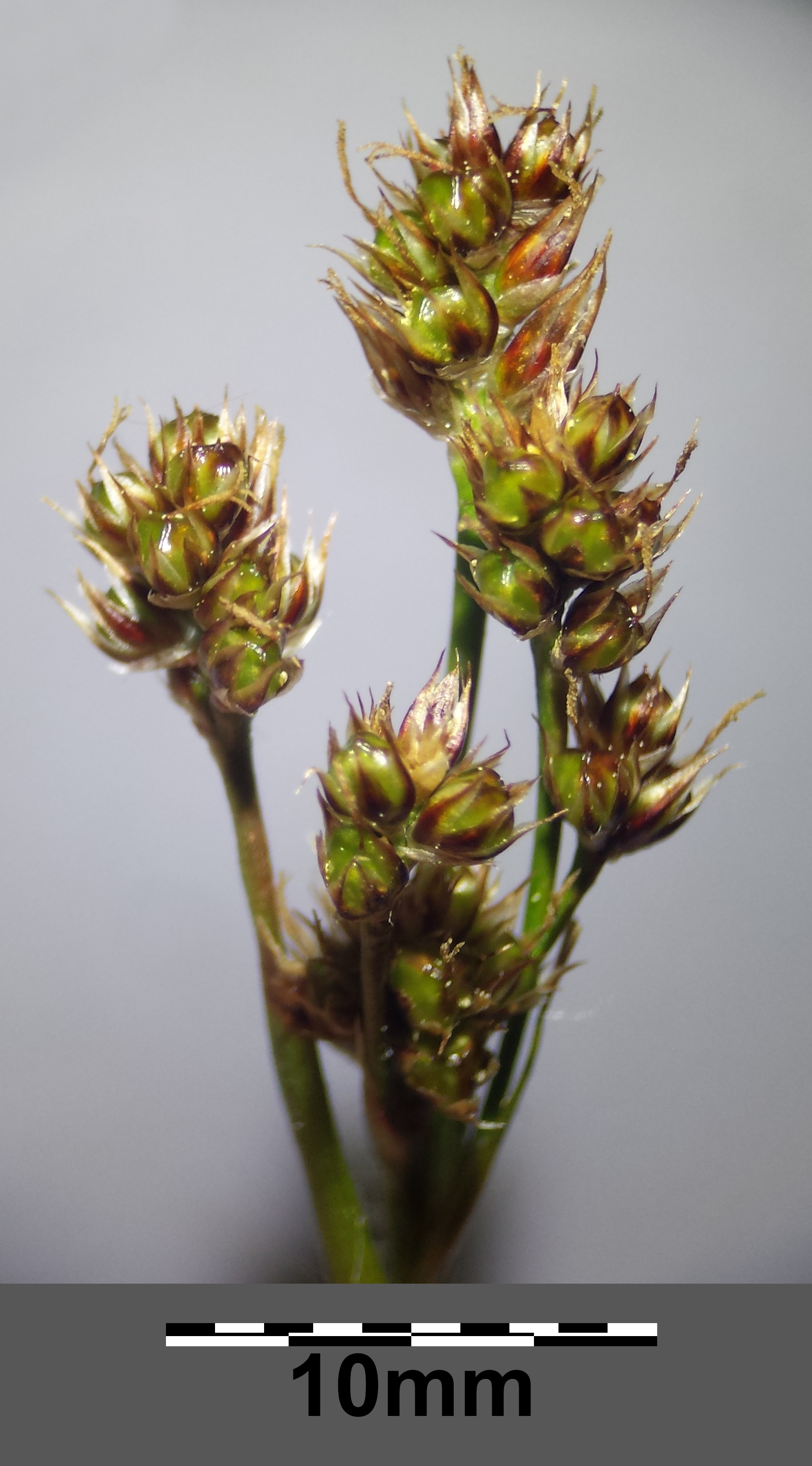
Owoce

PokrójBylina gęstokępkowa, bez rozłogów. Tworzy liczne, sztywne i wzniesione łodygi o wysokości do 20–50 cm.
LiściePłaskie, o szerokości 3–4 mm, luźno orzęsione. Pochwy liściowe zamknięte.
KwiatyZebrane w kwiatostanie w postaci rozpierzchłej wiechy złożonej z 3 do 10 kłosów. Kłosy o kształcie jajowatym lub kulistym, 8–15 kwiatowe, wzniesione. Kwiaty obupłciowe. Listki okwiatu prawie równej długości, biało obrzeżone, rdzawe i ostre. Szyjka słupka o tej samej długości co zalążnia. Pylniki żółte, niewiele dłuższe od nitek pręcika.
OwocTorebka o długości 2–3 mm, tępojajowata, z krótkim wierzchołkiem.

## Biologia i ekologia
Kwitnie od kwietnia do czerwca, zasiedla suche i średnio wilgotne łąki, przydroża, zarośla, murawy i świetliste lasy. Wykazuje preferencje do gleb ubogich. Gatunek charakterystyczny dla Nardo-Callunetea.  